# Piotr Rozmej
Piotr Rozmej – polski fizyk,  dr hab., profesor zwyczajny i dyrektor Instytutu Fizyki, oraz dziekan Wydziału Fizyki i Astronomii Uniwersytetu Zielonogórskiego.

## Życiorys
W 1967 ukończył studia fizyczne na Uniwersytecie Marii Curie-Skłodowskiej w Lublinie. Obronił pracę doktorską, następnie uzyskał stopień doktora habilitowanego. 15 listopada 1997 nadano mu tytuł profesora w zakresie nauk fizycznych. Pracował w Instytucie Fizyki na Wydziale Matematyki, Fizyki i Informatyki Uniwersytetu Marii Curie-Skłodowskiej.
Objął funkcję profesora zwyczajnego, oraz dyrektora w Instytucie Fizyki i dziekana na Wydziale Fizyki i Astronomii Uniwersytetu Zielonogórskiego.
Piastuje stanowisko członka Komitetu Fizyki na III Wydziale Nauk Ścisłych i Nauk o Ziemi  Polskiej Akademii Nauk.